# 무적자 (2010년 영화)
《무적자》(無敵者)는 송해성 감독의 2010년 영화로, 홍콩 느와르 《영웅본색》을 대한민국 현실에 맞춰 다시 제작한 작품이다.

## 줄거리
어릴 적 헤어진 형제 김혁(주진모)과 김철(김강우). 형 혁은 무기밀매조직의 보스로, 동생 철은 경찰로서 마주한다. 그 어떤 형제보다 서로를 위했던 두 형제는 이제 서로의 심장에 총을 겨누게 된 적으로 맞선다.
10년째 뜨거운 우정을 쌓으며 조직을 이끌어 가고 있는 쌍포 혁과 이영춘(송승헌). 서로를 위해 목숨까지 바칠 수 있는 두 친구는 조직원이었던 정태민(조한선)의 비열한 계략에 넘어가 많은 것을 잃게 된다. 조직에서 벗어나려는 혁, 조직을 검거하려는 철, 다시 한번 부활을 꿈꾸는 영춘. 깊은 상처와 오해로 어긋난 이들은 모든 것을 손에 쥐려는 태민의 음모에 휘말려 예상치 못한 결말로 치닫는데…

## 캐스팅

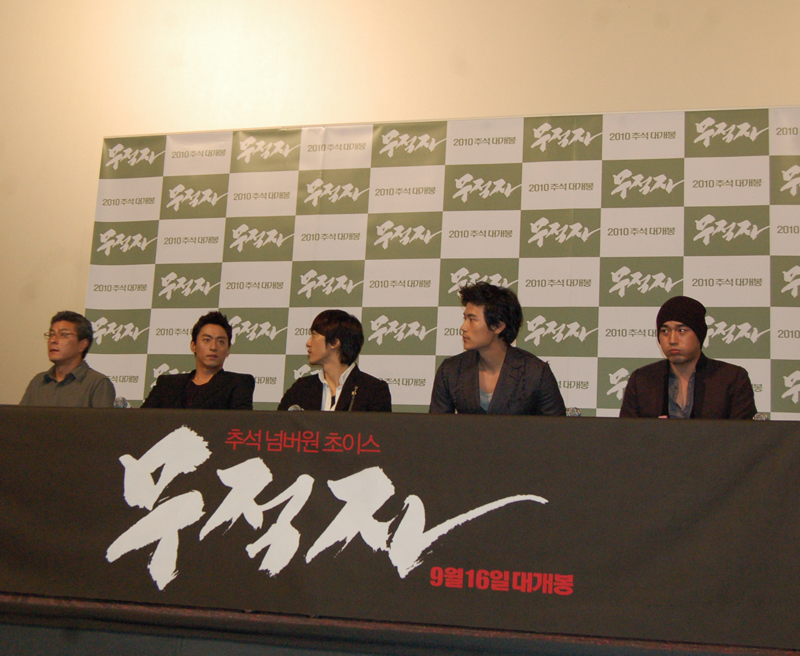
2010년 시사회장에서.

- 주진모 : 김혁 역
- 송승헌 : 이영춘 역
- 김강우 : 김철 역
- 조한선 : 정태민 역
- 이경영 : 박 경위 역
- 김지영 : 이모 역
- 김해곤 : 정 사장 역
- 임형준 : 이 형사 역
- 서태화 : 조 검사 역
- 이신성 : 광희 역
- 배중식 : 심문관 1 역
- 박진우 : 심문관 2 역
- 정기섭 : 박 형사 역
- 조민호 : 총판매 조직원 역
- 이철희 : 총구입 조직원 역
- 이기혁 : 하나원 전경 역
- 서왕석 : 조폭사내 이현길 역
- 알렉세이 엘리시브 : 보브찬친 역
- 정재원 : 러시아 통역 역
- 의현 : 어린 혁 역
- 오준서 : 어린 철 역
- 박현 : 주차장 손님 역
- 신창수 : 선박 위 조직원 1 역
- 홍의정 : 선박 위 조직원 2 역
- 김용수 : 선박 위 조직원 3 역
- 김영민 : 대성공사 직원 역
- 이소희 : 이 형사 부인 역
- 최재원 : 이 형사 아이 1 역
- 정재민 : 이 형사 아이 2 역
- 김영진 : 동료형사 1 역
- 양원철 : 동료형사 2 역
- 김재형 : 동료형사 3 역
- 최임희 : 커피숍 캐셔 역
- 알비나 그리고로바 : 러시아 댄서 역
- 손병욱 : 정복 역
- 한상현 : 영도서 형사 역
- 이윤주 : 대리운전 아가씨 역

## 영화 정보
- 2010년 9월 8일 서울 왕십리CGV극장에서 시사회를 가지면서 첫 공개되었다.
- 2010년 1월 25일 태국에서 크랭크인 되어 2010년 7월 1일 부산에서 크랭크업되었다.
- 조한선은 《무적자》기자시사회 다음 날 군입대를 한다. 기자회견장에서는 비니(모자)를 쓰고 등장하였다.[1]
- 시나리오 작업에 참여한 김해곤은 송승헌의 추천으로 정 사장 역으로 출연까지 한다. 김해곤은 송해성 감독의 《파이란》때부터 시나리오 작업을 같이 했다.[2]
- 2010년 9월 9일 무적자 영화 개봉을 앞두고 《영웅본색》의 오우삼 감독이 한국을 방문하여 기자회견을 열고 이 영화에 대한 소감을 밝혔다. 오우삼 감독은 "영화 중심을 형제애에 두었다는 것에 감동적이었다. 모순, 오해, 고통, 충돌 등을 섬세히 묘사해 줬다. 탈북자 설정도 좋았다."고 평가했다.[3]
- 일본의 듀오 케미스트리가 '무적자'의 주제가인 'A Better Tomorrow' 한국어 버전 을 불렀다. 디지털 싱글 발매를 앞두고 한국을 방문했다.[4]

## 영화에 대한 평가
- 경향신문의 백승찬 기자는 "2010년 한국 실정에 맞게 탈북자라는 설정을 덧붙였다. 덕분에 인물들의 감정선은 원작보다 또렷해졌다."면서도 "형제의 우애, 친구의 우정은 보편적인 감정이긴 하지만 <무적자>가 이를 다루는 방식은 구태의연하고 촌스럽다."고 평가했다.[5] 영화전문사이트 맥스무비의 김규한 기자는 "원작으로 삼은 <영웅본색>보다 드라마를 보강하고 스케일을 키워 색다른 정서를 가진 영화로 포장해냈다. 엇갈린 형제의 가슴 먹먹한 상황은 여성관객의 눈물샘을 한껏 자극하기에 부족함이 없다."고 평가했다.[6]